# The Whip (attraction)
Pour les articles homonymes, voir Whip.

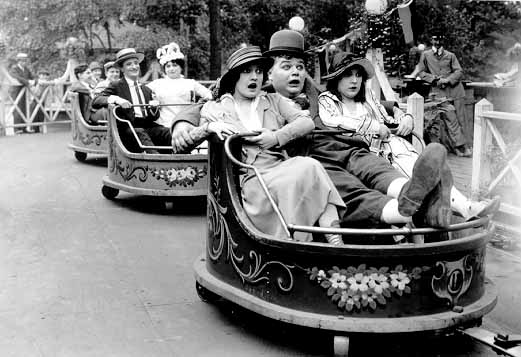
Fatty Arbuckle dans l'attraction The Whip au Luna Park de Coney Island, pour le court métrage de 1917, Fatty à la fête foraine.

The Whip est un type d'attraction à l'origine conçu et construit par W.F. Mangels Company à Coney Island. William F. Mangels a  breveté l'attraction en 1914 et elle devint très populaire.

## Concept et opération
L'attraction prend la forme d'une piste rectangulaire. Au centre, un câble relie telle une poulie deux axes rotatifs. Les wagonnets, fixés par un bras à ce câble glissent sur la piste. L'intérêt de l'attraction réside dans le passage proche de l'axe qui donne d'un coup de l'élan au wagonnet et le fait déraper et changer rapidement de trajectoire. Le nom The Whip, peut d'ailleurs être traduit par le coup de fouet, mouvement sec et rapide que le wagonnet subit. Le circuit peut, selon sa taille accueillir 8, 10, 12 ou 16 wagonnets, avec 2 à 3 passagers dans chacun d'eux.
Attraction construite à la base pour les adultes, elle existe aussi pour enfant avec une échelle plus réduite.
La plus vieille attraction de ce type toujours en fonctionnement est située à Dorney Park & Wildwater Kingdom à Allentown, en Pennsylvanie et à Kennywood à West Mifflin, Pennsylvanie. Toutes deux ont été fabriquées en 1918. The Whip à Playland (New York) a été créée en 1928, et est l'une des plus anciennes attractions mécaniques du parc. On trouve également une attraction de ce type à Knoebels à Elysburg. Le Whipper a été installé à l'origine dans le parc Croops Glen avant de déménager à Knoebels dans les années 1940, à la suite de la fermeture du parc. 
Une version moderne de l'attraction est fabriquée par plusieurs constructeurs comme Sellner Manufacturing, Zamperla (Speedway) ou Gordon Rides (MegaWhirl).